# Kiến Xương, Hồ Lô Đảo
Kiến Xương (giản thể: 建昌县; phồn thể: 建昌縣; bính âm: Jiànchāng Xiàn) là một huyện thuộc địa cấp thị Hồ Lô Đảo, tỉnh Liêu Ninh, Trung Quốc. Đây là đơn vị hành chính có diện tích lớn nhất Hồ Lô Đảo với 3.195 km²,. Huyện có địa hình đồi núi và cách khu trung tâm Hồ Lô Đảo 85 kilômét (53 mi) về phía tây. Kiến Xương có ranh giới với tỉnh Hà Bắc, trên vùng ranh giới này có nhiều loài động thực vật tự nhiên cư trú.

### Trấn
| - Kiến Xương (建昌镇) - Bát Gia Tử (八家子镇) - Lạt Ma Động (喇嘛洞镇) - Dược Vương Miếu (药王庙镇) | - Thang Thần Miếu (汤神庙镇) - Linh Lung Tháp (玲珑塔镇) - Đại Đồn (大屯镇) |

### Hương
| - Mao Ngư Doanh Tử (牦牛营子乡) - Yếu Lộ Câu (要路沟乡) - Thạch Phật (石佛乡) - Tố Châu Doanh Tử (素珠营子乡) - Tây Kiếm Xưởng (西碱厂乡) - Thạch Hôi Diêu Tử (石灰窑子乡) - Vương Bảo Doanh Tử (王宝营子乡) | - Ngụy Gia Lĩnh (魏家岭乡) - Lão Đại Trượng Tử (老大杖子乡) - Đầu Đạo Doanh Tử (头道营子乡) - Tân Khai Lĩnh (新开岭乡) - hạ Trượng Tử (贺杖子乡) - Dưỡng Mã Điện Tử (养马甸子乡) - Hòa Thượng Phòng Tử (和尚房子乡) | - Dương Thụ Loan Tử (杨树湾子乡) - Hắc Sơn Khoa (黑山科乡) - Lôi Gia Điếm (雷家店乡) - Ba Thập Hãn (巴什罕乡) - Tiểu Đức Doanh Tử (小德营子乡) - Nương Nương Miếu (娘娘庙乡) - Cóc Trượng Tử (谷杖子乡) |

### Hương dân tộc
- Hương dân tộc Mông Cổ-Nhị Đạo Loan Tử(二道弯子蒙古族乡)